# Værlebugten
59°25′27.476″N 10°38′47.180″Ø / 59.42429889°N 10.64643889°Ø
Værlebugten eller på norsk Værlebukta er en bugt i Moss kommune i Viken fylke i Norge. Den ligger mellem Jeløya og fastlandet på sydsiden af kanalen. Sundet som adskiller Jeløya fra fastlandet på nordsiden af kanalen hedder Mossesundet.
I 1919 vedtog bystyret at videre udbygning af hovedhavnen skulle ske ved Værla som dermed blev kaldenavnet på landområderne ved Værlebugten og hvor Moss Havn ligger i dag.